# Frasnes-lez-Buissenal
Frasnes-lez-Buissenal (pcd. Frîn·ne-d'léz-Bujnal, wa. Frêne) – dzielnica (section) gminy Frasnes-lez-Anvaing w Belgii, w Regionie Walońskim, w prowincji Hainaut, w okręgu Ath. 1 stycznia 2020 roku liczyła 2987 mieszkańców. Do 31 grudnia 1976 samodzielna gmina.

## Demografia
Liczba mieszkańców, stan na 1 stycznia:
| Rok                | 1930 | 1947 | 1961 | 2020 |
| ------------------ | ---- | ---- | ---- | ---- |
| Liczba mieszkańców | 3084 | 2857 | 2771 | 2987 |

## Transport
Przez teren dzielnicy przebiegają trasa europejska E429 oraz droga regionalna N529.